# Бильманн, Денизе

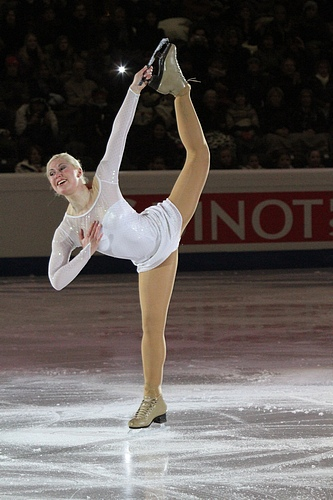
Денизе Бильманн на показательных выступлениях чемпионата Европы 2011 года.

Дени́зе Би́льманн (нем. Denise Biellmann; род. 11 декабря 1962, Цюрих, Швейцария) — швейцарская фигуристка, чемпионка мира и Европы (1981), трёхкратная чемпионка Швейцарии.

## Спортивная карьера
Тренировалась у своей матери Хайди Бильманн (Heidi Bielmann) и Отто Хюгина (Otto Hügin). В 11 лет стала чемпионкой Швейцарии среди юниоров. Дебютировала на международных соревнованиях в 1976, на своем первом чемпионате Европы в Хельсинки в 1977 исполнив в том числе тройной сальхов и фирменное вращение-заклон с захватом ноги. Судьи выставили ей две оценки 5,9 за технику, в произвольной программе она сразу заняла второе место.
Вошла в историю фигурного катания благодаря исключительным по технике вращениям и прежде всего, вращения с захватом ноги, названном в её честь «бильманн» (bielmann spin), хотя она и не является первой его исполнительницей (его делала, напр. в 1974 Карин Итен (Karin Iten) из Швейцарии и др.). Бильманн выполняла это вращение с максимальной растяжкой — и все вращения вообще — на большой скорости с точной центровкой и огромным количеством оборотов. В произвольной программе 1981 г. во всех вращениях она сделала 105 оборотов со скоростью 1,8 оборота в секунду, что составило 24 % от всего времени программы. После этого исключительные вращения окончательно стали считаться визитной карточкой швейцарской школы фигурного катания.
Впервые в мире среди женщин исполнила прыжок тройной лутц на чемпионате Европы (1978, при повторном просмотре видеозаписи можно заметить приземление на две ноги), за что также первой среди женщин получила оценку 6,0 (а также пять 5,9) за технику (что, безусловно, говорит о том, что ряд судей засчитали прыжок). Также одной из первых исполнила тройной риттбергер на чемпионате мира (1978, наряду с Еленой Водорезовой). В целом, её короткие и произвольные программы отличались гармоничным сочетанием сложной и качественной техники, и вместе с тем высоким стилем, артистичностью и музыкальностью.
Однако Бильманн крайне неудачно выполняла обязательные фигуры, что не позволяло ей стать даже призёром. И лишь в 1981, улучшив качество фигур, она сумела стать чемпионкой Европы и мира (в том числе исполнив тройной лутц теперь уже впервые в истории чемпионатов мира).

## После спорта
С 1982 года участвует в профессиональных шоу, спустя много лет выполняя вращение бильман и сложные тройные прыжки. Живёт в Цюрихе.
В 2007 году в паре с профессиональным танцором Свеном Ниннеманном приняла участие в танцевальном Евровидении, где они заняли последнее, 16-е место.

## Спортивные достижения
| Соревнования/Сезон      | 1974-75 | 1975-76 | 1976-77 | 1977-78 | 1978-79 | 1979-80 | 1980-81 |
| ----------------------- | ------- | ------- | ------- | ------- | ------- | ------- | ------- |
| Зимние Олимпийские игры |         |         |         |         |         | 4       |         |
| Чемпионаты мира         |         | 15      | 10      | 5       | 5       | 6       | 1       |
| Чемпионаты Европы       |         |         | 6       | 4       | 3       |         | 1       |
| Чемпионаты Швейцарии    | 11      | 3       | 2       | 2       | 1       | 1       | 1       |